# ستيفان وولف
ستيفان وولف هو لاعب كرة قدم سويسري، ولد في 31 يناير 1971 في Altbüron ‏ في سويسرا. شارك مع منتخب سويسرا تحت 21 سنة لكرة القدم ومنتخب سويسرا لكرة القدم. أما مع النوادي، فقد لعب مع نادي سانت غالن ونادي سيرفيت ونادي سيون ونادي لوزيرن.

## وصلات خارجية
- ستيفان وولف على موقع قاعدة بيانات كرة القدم.إي يو (الإنجليزية)
- ستيفان وولف على موقع ناشيونال فوتبول تيمز (الإنجليزية)
- ستيفان وولف على موقع عالم كرة القدم.نت (الإنجليزية)